# Felix Wiedwald
Felix Wiedwald (Thedinghausen, 15 maart 1990) is een Duits voormalig betaald voetballer die speelde als doelman. Tussen 2009 en 2022 was hij actief voor Werder Bremen II, MSV Duisburg, Eintracht Frankfurt, Werder Bremen, Leeds United, opnieuw Eintracht Frankfurt, opnieuw MSV Duisburg, FC Emmen en SV Sandhausen.

## Clubcarrière
Wiedwald speelde in de jeugdopleiding van Werder Bremen, maar kwam bij die club niet verder dan twee seizoenen bij de beloften. In 2011 werd hij overgenomen door MSV Duisburg, waarvoor hij op 18 november 2011 zijn debuut mocht maken; op die dag werd er met 3–0 gewonnen van Eintracht Braunschweig. Na twee seizoenen als basiskeeper van Duisburg, werd Wiedwald in de zomer van 2013 aangetrokken door Eintracht Frankfurt, waar hij reservedoelman werd. Hij tekende een tweejarig contract bij Frankfurt, dat hem transfervrij inlijfde. Zijn eerste optreden voor Die Adlerträger was op 2 februari 2014, toen hij mocht invallen voor Kevin Trapp tijdens een 5–0-nederlaag tegen Bayern München. Het was zijn enige competitiewedstrijd dat jaar. Daarnaast debuteerde hij dat seizoen in de UEFA Europa League. Wiedwald kwam in het seizoen 2014/15 tien competitiewedstrijden in actie. Met achtereenvolgens een dertiende en een negende plaats in de Bundesliga was behoud in beide jaren een feit.
Wiedwald tekende in mei 2015 een contract van 1 juli 2015 tot medio 2017 bij Werder Bremen, de nummer tien van de Bundesliga in het voorgaande seizoen. In het seizoen 2015/16 speelde hij alle minuten in elke competitiewedstrijd, het jaar erop kwam hij wat minder in actie, maar was hij wel overwegend eerste keuze. Zijn verbintenis werd in 2017 met een jaar verlengd, tot medio 2018. Na twee seizoenen, waarin hij grotendeels als basisspeler had gefungeerd, verkaste Wiedwald naar Leeds United, waar hij zijn handtekening zette onder een verbintenis voor de duur van drie seizoenen. Na één seizoen in Engeland keerde de sluitpost terug bij Eintracht Frankfurt, waar hij tussen 2013 en 2015 ook al onder contract stond.
Na een halfjaar zonder officieel optreden huurde MSV Duisburg, een andere oude club van Wiedwald, de doelman voor het restant van het seizoen 2018/19. Na zijn terugkeer speelde hij nog drie competitieduels voor Eintracht, voor hij transfervrij overstapte naar FC Emmen. Vanaf november stond hij zes wedstrijden onder de lat, tot Michael Verrips gehuurd werd in de winterstop en Wiedwald niet meer in actie kwam. Medio 2021 verliet hij Emmen weer. Na een half seizoen zonder werkgever tekende Wiedwald in januari 2022 voor het restant van de jaargang bij SV Sandhausen. Na zijn vertrek uit Sandhausen besloot Wiedwald op tweeëndertigjarige leeftijd een punt te zetten achter zijn actieve loopbaan.

## Clubstatistieken
| Seizoen | Club                | Competitie    | Competitie | Competitie | Beker | Beker | Internationaal | Internationaal | Totaal | Totaal |
| Seizoen | Club                | Competitie    | Wed.       | Dlp.       | Wed.  | Dlp.  | Wed.           | Dlp.           | Wed.   | Dlp.   |
| ------- | ------------------- | ------------- | ---------- | ---------- | ----- | ----- | -------------- | -------------- | ------ | ------ |
| 2011/12 | MSV Duisburg        | 2. Bundesliga | 20         | 0          | 0     | 0     | —              | —              | 20     | 0      |
| 2012/13 | MSV Duisburg        | 2. Bundesliga | 27         | 0          | 2     | 0     | —              | —              | 29     | 0      |
| 2013/14 | Eintracht Frankfurt | Bundesliga    | 1          | 0          | 0     | 0     | 1              | 0              | 2      | 0      |
| 2014/15 | Eintracht Frankfurt | Bundesliga    | 10         | 0          | 1     | 0     | —              | —              | 11     | 0      |
| 2015/16 | Werder Bremen       | Bundesliga    | 34         | 0          | 5     | 0     | —              | —              | 39     | 0      |
| 2016/17 | Werder Bremen       | Bundesliga    | 25         | 0          | 1     | 0     | —              | —              | 26     | 0      |
| 2017/18 | Leeds United        | Championship  | 28         | 0          | 2     | 0     | —              | —              | 30     | 0      |
| 2018/19 | Eintracht Frankfurt | Bundesliga    | 0          | 0          | 0     | 0     | 0              | 0              | 0      | 0      |
| 2018/19 | → MSV Duisburg      | 2. Bundesliga | 15         | 0          | 1     | 0     | —              | —              | 16     | 0      |
| 2019/20 | Eintracht Frankfurt | Bundesliga    | 3          | 0          | 0     | 0     | 3              | 0              | 6      | 0      |
| 2020/21 | FC Emmen            | Eredivisie    | 6          | 0          | 1     | 0     | —              | —              | 7      | 0      |
| 2021/22 | SV Sandhausen       | 2. Bundesliga | 0          | 0          | 0     | 0     | —              | —              | 0      | 0      |
| Totaal  | Totaal              | Totaal        | 169        | 0          | 13    | 0     | 4              | 0              | 186    | 0      |